# Casa Senyorial de Palsmane
La Casa Senyorial de Palsmane (en letó: Palsmanes muižas pils) a la regió històrica de Vidzeme, al municipi de Smiltene del nord de Letònia. La mansió mostra una arquitectura eclecticista.